# الحروب الفارسية الأوزبكية
كانت الحروب الفارسية الأوزبكية عبارة عن سلسلة من الصراعات بين الشيبانيين والدولة الصفوية في بلاد فارس بين عامي 1502 و1510، وانتصر فيها الصفويون وأصبحوا سادات الموقف في ذلك الوقت.

## الحروب
في عام 1502، بعد وقت قصير من صد محمد الشيباني لغزو حاكم فرغان بابر، غزا الإمبراطور الفارسي إسماعيل الأول باقي إيران. بدأ الشيباني وفرسانه بمداهمة الدولة التيمورية، التي كانت قوة عظمى أسسها تيمورلنك في أواخر القرن الرابع عشر. قام بديع الزمان بمناشدة شاه بلاد فارس للمساعدة، وذهب إسماعيل إلى الحرب مع الشيبانيين.
استولى الشيباني على العاصمة الجنوبية التيمورية في هراة عام 1507، ثم خاض الشيباني الحرب مع خانية القازاق في الشمال. وفي هذه الأثناء، طلب بديع الزمان اللجوء إلى الإمبراطورية الفارسية. جمع إسماعيل والجيش التيموري قواتهم واستعدوا لمواجهة جيش الأوزبك. في معركة مرو ، تغلب جيش الحلفاء على الشيبانيين، وقُتل الشيباني أثناء محاولته الفرار. كان هذا بمثابة نهاية الدولة الشيبانية والحروب بين الإمبراطورية الفارسية والشيباني.

## نتائج الحرب
تم غزو السلالة التيمورية من قبل بابر من عام 1510 إلى 1525، واستولى على السلطة وأصبح الحاكم الجديد للسلالة. وفي عام 1526، قام بابر بغزو الهند ووسع سلطة التيموريين، والتي أصبحت تعرف في ما بعد باسم سلطنة مغول الهند.